# Albert Heijn (supermarkt)
Albert Heijn is de grootste supermarktketen in Nederland met een marktaandeel van 37% in 2022. Het bedrijf is opgericht in 1887. De zaak onder dit merk is sindsdien uitgegroeid tot een van de grootste bedrijven van Nederland met tevens vestigingen in België. In 1973 werd de holding Albert Heijn NV omgedoopt in Ahold NV. In 2016 fuseerde Ahold met Delhaize en ontstond de holding Ahold Delhaize.

## Geschiedenis

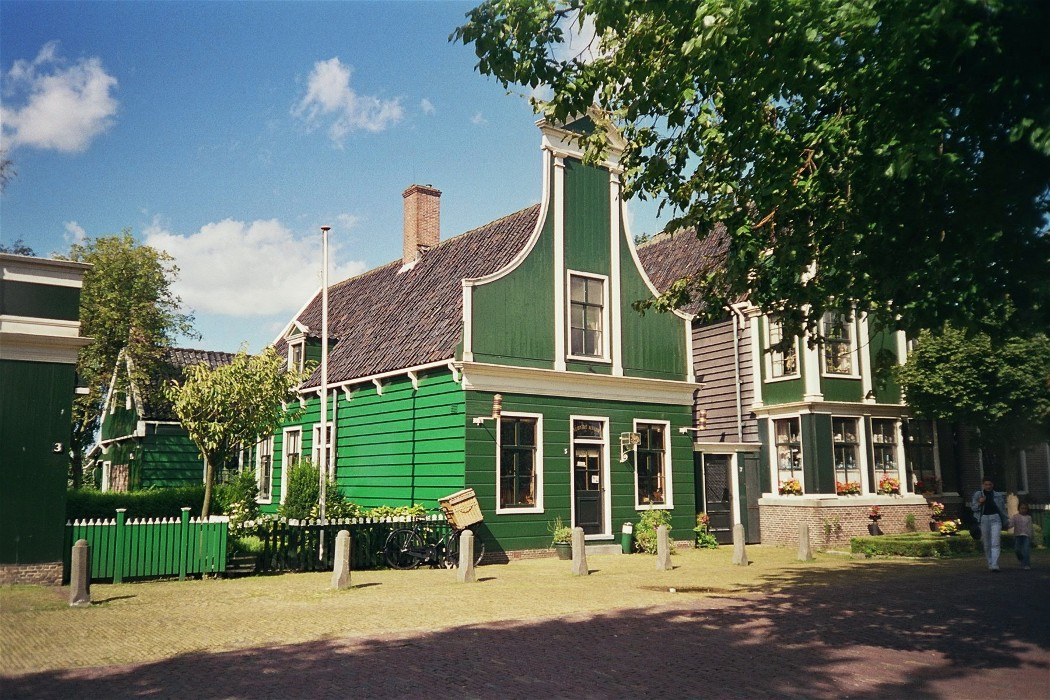
Replica van de eerste Albert Heijn winkel in het Zaans Museum.

Op 27 mei 1887 nam Albert Heijn de kruidenierszaak van zijn vader Jan Simonsz Heijn over in Oostzaan en legde daarmee de basis met de allereerste winkel voor de keten van de firma Albert Heijn.
Aan de gemeente werd bekendgemaakt dat de 'winkelaffaire en de daarmee verbonden verkoop van sterken drank in het klein' op 1 mei 1887 van vader op zoon overging, maar de feestelijke overdracht volgde op de 27ste van die maand, de trouwdag van Albert Heijn en Neeltje de Ridder. Volgens archiefonderzoek van de Jager werd dat de startdatum van de winkel met merk Albert Heijn.
Albert kocht het winkelpand met huis - van zijn vader - om te voorkomen dat Albert bevoorrecht zou worden ten opzichte van zijn broers en zussen - en Neeltje en hij kregen een baby: volgens de geboorteaktes in het erfgoed aanwezig was Neeltje zwanger. Een interne publicatie van Stichting Erfgoed Albert Heijn vermeldt verder, dat de akte van overdracht is gedateerd op 18 mei. Daarmee is dat juridisch gezien de startdatum voor Albert Heijn sr. voor wat betreft zijn eigenaarschap van het winkelpand en de drankvergunning.

### Van general store naar kruidenier
Albert wijzigde de opzet van de winkel van zijn vader. Hij specialiseerde zich. Hij beperkte de dienstverlening met boeren en de gemeente tot groothandel in producten als meubels, kleding en brandstof. In de winkel daarentegen kwam de nadruk te liggen op levensmiddelen, al liet Albert de verse groenten van zijn vader vallen. Hij nam koffie in zijn assortiment op en bouwde zijn pakket specerijen, meelwaren en peulvruchten geleidelijk uit. Hij veranderde de 'general store' van zijn vader in een kruidenier.
Door deze specialisatie verminderde het aantal artikelen in de winkel van 500 tot iets meer dan 100, maar de verkoop van levensmiddelen vergde beduidend meer vakkennis en inzet. Het ontbreken van wetgeving rond voedselveiligheid, maakte dat de klant volledig diende te vertrouwen op de winkelier. Albert riep de permanente hulp in van zijn vrouw Neeltje. Zij stond achter de toonbank, en verpakte de artikelen, wat veel werk was. De zakken hingen aan een zakkenrek, een smeedijzeren sieraad voor de winkel. Er hingen paktouw en trechters aan. De zakken zijn een symbool van een ander tijdperk: het uitwegen en volgens strenge regels dichtvouwen moest geleerd worden, het was een ambacht. De industrialisatie, met haar voorverpakte artikelen, heeft deze tijdrovende arbeid doen verdwijnen.

### De invloed van de industriële revolutie
Het aanvankelijk kleine assortiment van de kruidenier werd overigens noodgedwongen uitgebreid, door het verdwijnen van de grutter, banketwerker, commenijhouder, drogist, vettewarier, zeepzieder, suikerbakker, zoutverkoper, korenverkoper, olieslager, azijnmaker, mosterdmaler die rechtstreeks leverden. De klant, onder invloed van de industriële revolutie, ging later steeds hogere eisen stellen en wilde meer kopen in dezelfde winkel, bij de kruidenier. En filiaalbedrijven groeiden later uit tot 'dodelijke concurrenten'. Albert sr. ging mee in de dynamiek van zijn tijd.
Klanten in de kruidenierswinkel waren overigens voornamelijk vrouwen, en kinderen, zelden mannen. Die werkten. Het was overleven voor de bevolking in die begintijd, veel armoede en dankbaarheid wanneer er voldoende te eten was. Door de industrialisatie werd de arbeidersklasse een interessante doelgroep als klant. Albert kocht zijn artikelen in per boot op later op de grossiersmarkten. Stoomvaart specialiseerde zich in gekoeld transport en opslag van o.a. verse groenten en fruit, wat vooral op de publieksmarkt werd verkocht. En later bij de groenteboer.

### Sfeertekening van de eerste kruidenierswinkel
Albert zorgde in de eerste winkel voor het 'overpakken' van ingekochte artikelen in fusten, kisten en open bakken. Brandewijn, jenever, azijn, oliën, blauwsel, schuurzand, meel, peulvruchten, koffie, thee, kruiden, geneesmiddelen zijn voorbeelden van artikelen. In de winkel stonden bussen. Krenten en peulvruchten werden 'gelezen', en meelsoorten gezeefd. Thee en koffie werden gemelangeerd, suiker werd geraspt. Voor de meeste artikelen brachten de klanten destijds zelf een pot, fles of kan mee. Zakken werden aanvankelijk door Albert en Neeltje zelf geplakt maar al vrij snel werd dit uitbesteed. Aanvankelijk aan weeshuizen en gevangenissen en later bij de Zaanse zakkenindustrie. In het interview met kleinzoon Ab Heijn uit 1997 maakt deze kenbaar waarom verpakken in de kruidenierswinkel een ambacht èn veel werk was.
Alleen snoep stond in de etalage. De voorraad stond in de winkel evenals de lessenaar waar Albert de administratie bijhield.
De meeste tijd vergde de dienstverlening. De winkel was open van zes uur 's ochtends tot tien uur 's avonds. Albert was grossier voor een 30-tal pseudo-winkeltjes van weduwen in de omgeving. Verder had hij een bescheiden bezorgdienst, die later dusdanig groeide dat hij in 1893 speciaal een knecht aannam voor de bestellingen. Albert Heijn had eigen import en liet op 1894 op zijn rekeningen de aanduiding: 'Koloniale Waren en Gedestilleerd' zetten. Hij begon met de nieuwigheid van die tijd: strooibiljetten.

### Wijzigend voedingspatroon
Albert Heijn sr. profiteerde van de industrialisatie die welvaart bracht door de vaste lonen voor fabrieksarbeiders en een nieuwe groep rijken. Eetgewoontes veranderden: minder qua hoeveelheid maar meer en andere soorten artikelen. Door de opkomst van fabrikanten en voorverpakte artikelen, kwamen inheemse en exclusieve producten binnen bereik. Zoals kreeft, sardines en truffels in blik. De blikopener was in 1875 uitgevonden. Dankzij de vinding van de stoommachine kon de stoomboot uitheemse producten naar Nederland brengen. Fabrieksarbeid en kantoorwerk in plaats van het nijverheids- en boerenbestaan, jaagden de introductie aan van een nieuw voedingspatroon met 3 maaltijden per dag op vaste tijden. Een ontbijt en een lunch met boterhammen en beleg. Kachels met diverse kookpunten werden pas van 1820 op grotere schaal geïnstalleerd. Aan het eind van de 19e eeuw verscheen het beroemde circulatiefornuis met ingebouwde oven. Dit stelde iedereen in staat een maaltijd met verschillende ingrediënten en gangen samen te stellen en daarop speelde weer een hausse aan kookboeken in, alsmede het huishoudonderwijs dat vanaf 1885 ontstond. Ook de uitbreiding van het elektriciteitsnet heeft grote impact gehad op verlichting en koeling in de winkels bijvoorbeeld. En later op de automatisering van kassa- en administratiesystemen.

### Van kruidenier naar winkelketen
In de jaren die volgden opende Heijn verschillende nieuwe winkels. In Purmerend opende hij zijn 2e winkel. Zijn slogan werd 'arm en rijk kunnen bij mij hun inkopen doen'. Hij voerde een assortiment waardoor hij iedereen kon bedienen. Een breed aanbod, goede kwaliteit en aantrekkelijke prijs. De rijken stuurden in die tijd vaak dienstmeisjes, soms meerdere keren per dag voor kleine hoeveelheden, en kochten op rekening. Wanneer ze geen dienstmeisjes hadden, was er de bezorgdienst. Albert had bij de uitbreiding van de winkels betalen in contanten doorgevoerd. Behalve voor de selectieve groep klanten waar werd bezorgd. Er ontstonden luxe en gewone winkels, afhankelijk van de potentiële klantengroep.
In 1899 werd de centrale bevoorrading vanuit Oostzaan een probleem vanwege de groei van het aantal winkels en de ligging van Oostzaan. Voor de artikelen die Albert inkocht op de markt, want fabrikanten leverden niet aan de markt maar aan grossiers of rechtstreeks aan de winkels. Albert sr. besloot in Zaandam te gaan wonen met zijn gezin. Hij opende opmerkelijk genoeg geen winkel in Zaandam en hiermee kwam een einde aan het werken in de winkel voor Neeltje en Albert. Albert stelde zelf personeel aan in zijn nieuwe winkels. Personeel uit Oostzaan afkomstig, en hij vormde hen zelf. Hij stelde strikte eisen bij aanname en voor wat betreft de beleefde bejegening van klanten, eerlijk productadvies en de hygiëne in de winkel. Hij opende tevens een centraal pakhuis in Zaandam voor centrale bevoorrading, in 1918 omgedoopt tot Centraal Magazijn. Dit leidde in 1960 tot industriële ambities, waarbij alle magazijnen, ook het kaaspakhuis en de wijnkelder, werden samengebracht in Zaandam. De eerste paal van dit miljoenenproject werd in oktober 1960 geslagen en in juni 1963 werden de laatste voorraden naar binnengebracht.
Een aansluitende verbetering lag op het gebied van de voorraadadministratie en veranderde het systeem naar systematische bevoorrading met computers. In 2018 is het eerste, door Vanderlande gerobotiseerde distributiecentrum, in gebruik genomen in Zaandam. Een groot deel van het (zware) werk is overgenomen door robots en transportbanden.

### Eigen fabricage
Al in 1895 begon Heijn sr. met het branden van eigen koffie in een washok in de winkel in Oostzaan, maar de eigen merkproducten namen vanaf 1910 flink toe. Vanaf dat moment gaat Heijn ook meerdere eigen producten zelf produceren, waaronder suikerwerk, koek en banket, chocolade, Albert Heijn karnemelkzeep, Albert Heijn Blauw, etc. Tot 1913 werden de artikelen geproduceerd vanuit een herenhuis in Zaandam, maar in 1913 kwam er op deze plek een professionele fabriek te staan. Albert zijn verwachting was niet primair meer te verdienen. Zijn doel was onafhankelijk te zijn van wat fabrikanten aan hoeveelheden konden of wilden leveren. Ten tweede wilde hij voor wat betreft de kwaliteit van artikelen, niet afhankelijk zijn. Albert kocht grondstoffen met succes in. Met behulp van bekwame vaklieden, gebruik van goede machines en gereedschappen moest het volgens hem mogelijk zijn de beste producten zelf te maken.Typisch voor Albert Heijn sr. was de eigen merkartikelen naast fabrikantenmerken te verkopen. Vermoedelijk omdat sommige fabrikanten aanvankelijk niet of te weinig leverden, zoals Droste en Douwe Egberts.
In 1920 werden alle onderdelen samengevoegd in de Maatschappij tot Exploitatie der Fabrieken en Handelszaken. In deze onderneming nam Anton Jurgens een belang van 50%, in 1927 werd zijn belang uitgekocht door de familie Heijn. Op 29 april 1920 gaf Heijn de leiding van het bedrijf over aan zijn zoons Gerrit Heijn, Jan Heijn en zijn schoonzoon Johan Hille, zelf blijft hij aan als president-commissaris. De keten opende in 1923 een chocoladefabriek voor het merk Delicata met een keur aan smaken. Dit merk bestaat nog steeds. Vanaf 1924 waren er eigen chocoladewinkels onder de naam Albert Heijn Chocolateries. De laatste chocoladewinkels verdwenen omstreeks het midden van de vorige eeuw.
Het vraagstuk bij fabricage was o.a. de bezettingsgraad van machines, de overproductie. De fabriek die AholdDelhaize nog bezit is de koffiefabriek voor het merk Perla. Zij produceren als enige aanbieder in de reguliere supermarkt bijvoorbeeld biologische koffiepads. Van alle soorten koffie - bonen, gemalen, cups, pads - zijn biologische varianten van het merk Perla verkrijgbaar voor een schappelijke prijs. Daarnaast is geïnvesteerd in Fairtrade programma's voor alle koffie en een keur aan smaken.

### Beursnotering en internationale expansie
Het bedrijf Albert Heijn werd in 1948 naar de beurs gebracht. In de jaren '50 maakte de supermarkt twee grote veranderingen door. In 1952 begon het bedrijf met een zelfbedieningswinkel, hierbij pakken de klanten zelf hun waar en niet meer de medewerker. Daarnaast werd in 1955 het assortiment uitgebreid met vers vlees, groenten en fruit, hierdoor ontstond de eerste supermarkt van Nederland. Sinds de introductie van de supermarkt kunnen klanten ook sparen voor zegeltjes, hierbij krijgen ze bij een vol boekje extra rendement van de supermarkt uitgekeerd. Dit programma bestaat anno 2024 nog steeds, hoewel het in 2020 volledig is gedigitaliseerd. Albert Heijn sr. heeft al geopereerd met een combinatie van franchise en winkels in eigen beheer. In 1923 wordt de eerste "depot winkel" geopend. Oorspronkelijk was de locatie daarvoor het belangrijkste criterium. Franchise kan bijvoorbeeld inspelen op sterk lokale behoeftepatronen. Chefs hadden destijds in alle winkels ruimte voor eigen inkoop en prijsstelling.

Logo, ontworpen in 1966 door Egbert Jonker.

Midden jaren '60 is het bedrijf gegroeid tot 407 winkels. De firma bestaat dan nog uit 56 bedienings- en 292 zelfbedieningswinkels, 51 supermarkten en 29 bakkerswinkels. In 1966 ontwerpt Egbert Jonker voor 8.000,- gulden het beroemde logo dat tot op de dag van vandaag nog wordt gebruikt.
Kleinzoon Ab Heijn heeft de groei van het bedrijf op zijn conto staan. Hij transformeerde de kruidenierswinkel met zo'n 200 artikelen naar de moderne supermarkt met 15.000 artikelen. Hij bouwde het bedrijf onder de paraplu van AHOLD internationaal en vooral in de VS verder uit. Hij spande zich tevens in voor de hele branche, bijvoorbeeld vanaf 1974 voor een uniforme code in Europa om het werken met elektronische kassa's mogelijk te maken. Dit met het motto Zonder dat er ook maar één overheid aan te pas kwam! In 1976 werd hij voorzitter van de European Article Numbering Association. Het ontwerp van een Europese artikelnummering (EAN), werd uiteindelijk in meer dan 60 landen aanvaard. De toegevoegde waarde zat o.a. in kortere wachttijden bij de kassa, op kunnen zoeken van prijzen door de caissière, eenvoudiger voorraadbeheer en meer opties voor data-analyse.

### Acquisities en naamwijziging van de holding
Met restaurants onder de naam Alberts Corner deed het bedrijf in 1961 een uitstapje naar een nieuwe markt, de restaurants gingen later door het leven als AC Restaurants maar werden in 1998 verkocht aan Autogrill.
In 1972 werd concurrent Simon de Wit overgenomen. De keten bleef haar eigen merk voeren binnen het concern, dit veranderde echter in 1980 toen de winkels alsnog werden omgebouwd naar de Albert Heijn formule.
Op 27 augustus 1973 werd Albert Heijn NV omgedoopt in Ahold NV. Men vond in het spraakgebruik Albert Heijn NV en Albert Heijn BV te weinig onderscheidend voor winkelketen en moederbedrijf. De andere dochters vonden het bezwaarlijk dat zij zo nadrukkelijke geassocieerd werden met merk Albert Heijn. Verder bleek op de internationale beurs de naam Ahold makkelijker uit te spreken dan Albert Heijn. In oktober van datzelfde jaar werd Etos ingelijfd, een 'Philips cooperatie', opgericht in 1918, als antwoord van Anton Philips op hogere prijzen in de lokale supermarkten. Door de snelle veranderingen in de branche, wendde de Etos-bestuurder en Philips-topman W.A. de Jonge zich echter in 1973 tot Ab Heijn met de woorden: "wij hebben nauwelijks verstand van supermarkten". Albert Heijn had interesse een drogisterijketen te starten, drogisterij-artikelen zaten vanaf de start door Albert Heijn sr. in het assortiment.
Een aantal winkels werd omgebouwd tot Albert Heijn en de rest ging verder als drogisterij binnen Ahold. Men dacht dat ze het beste konden doorgaan onder eigen vignet. Aanvankelijk dacht men aan een Amerikaanse drugstore formule: grammofoonplaten, posters, dierenvoeding en kunstnijverheid rondom schoonmaakartikelen en cosmetica. Een proefwinkel demonstreerde dat dit concept in Nederland niet werd herkend als drogist. Uiteindelijk werd Etos een Bootz-achtig discount concept. Hiermee werkte Etos mee aan de verschijning van een totaal ander type drogisterij: in plaats van exclusief paramedisch, met een drogist die zich als een soort apotheker gedroeg, een open zelfbedieningszaak voor schoonheids- en verzorgingsartikelen.

### Bescherming van marktaandeel
Begin 2003 zag Albert Heijn het marktaandeel fors dalen: 22,8 procent tegen 24,7 procent een jaar eerder. Om klanten terug te winnen en het dure imago achter zich te laten, besloot Albert Heijn in datzelfde jaar een grootschalige prijsverlaging te beginnen. Het concern verlaagde om de zoveel tijd duizenden artikelen blijvend in prijs. Als er een tijd geen verlagingen plaatsvonden, leek de prijs te stabiliseren; kort daarop zette Albert Heijn echter de volgende stap in het verlagen van prijzen. In 2005 groeide het marktaandeel van 25,3 naar 26,4 procent.
Eind 2006 verklaarde hoofddirecteur Dick Boer dat Albert Heijn stopt met het verlagen van prijzen. Het prijsverschil met de concurrenten was succesvol met vele procenten verkleind. Het marktaandeel lag aan het einde van 2006 net onder de 30 procent. Tijdens deze prijsverlagingen is supermarktconcern Laurus voor een deel ten onder gegaan, Ahold kon 29 Konmar-vestigingen kopen, waarvan er 23 tot Albert Heijn-supermarkt werden omgebouwd. Nadat Jumbo Supermarkten in september 2009 alle filialen van Super de Boer had gekocht, kondigde Albert Heijn voor het einde van 2009 een nieuwe actie van prijsverlaging aan. Tijdens het proces liep de spanning op in de relatie tussen de supermarktketens en de fabrikanten, vanwege de enorme prijsverlagingen die werden doorgevoerd. Albert Heijn verkocht geregeld producten onder de adviesprijs van de fabrikanten. Enkele fabrikanten weigerden daarom nog producten te leveren wanneer Albert Heijn het prijsniveau niet zou aanpassen. Zo weigerde koekfabrikant Peijnenburg om vanaf 1 januari 2005 ontbijtkoek aan Albert Heijn te verkopen omdat het supermarktconcern deze met verlies verkocht. Er volgde een rechtszaak, die eindigde in het voordeel van Peijnenburg.

### Bonuskaart
De Bonuskaart is een klantenkaart van Albert Heijn. De kaart werd geïntroduceerd in 1998 en is een succesvolle wijze van klantenbinding gebleken. Kaartbezitters krijgen kortingen en aanbiedingen aangeboden op basis van hun aankoopgeschiedenis. Wanneer een klant de Bonuskaart gebruikt bij het afrekenen van boodschappen, worden de aankopen geregistreerd en opgeslagen in de systemen van Albert Heijn. Op basis van deze informatie worden vervolgens aanbiedingen op maat aangeboden. De kaart kan ook worden gebruikt om Air Miles te sparen. Om een Bonuskaart te krijgen dienen klanten zich in te schrijven op de website van Albert Heijn of in een van de winkels. Dit kan ook anoniem. De kaart is kosteloos en kan worden gebruikt bij alle Albert Heijn-winkels in Nederland. Sommige klanten zijn bezorgd over de privacy van hun aankoopgegevens. Albert Heijn aangegeven dat het systeem veilig is en dat de registratie van aankopen alleen wordt gebruikt om aanbiedingen op maat te verstrekken. 

## Ontwikkelingen vanaf 2007

### Buiten Nederland
Het bedrijf stak in 2007 de Atlantische Oceaan over met de opening van een franchisewinkel op Curaçao, Hier kwamen later vestigingen op Aruba en in Suriname bij. Een deel van deze winkels werd in 2016 omgevormd naar een andere formule.
In 2011 trok Albert Heijn de Belgische markt op met de opening van een winkel in Brasschaat. Ondanks de fusie van Ahold en Delhaize bleef Albert Heijn als merk actief in België en heeft zij anno 2023 76 locaties verspreid over Vlaanderen.
Na Curaçao en België breidde het bedrijf in 2012 uit naar Duitsland met hun AH to go-formule, deze uitbreiding werd in 2018 stopgezet. Er bleek onvoldoende potentieel om het beoogde rendement te realiseren.

### Acquisities
In 2008 verkocht Ahold haar belang in Schuitema - het bedrijf achter C1000 - voor een onbekend bedrag waarmee 56 winkels omgebouwd werden tot Albert Heijn. In 2012 nam Albert Heijn nog eens 82 C1000 winkels over van Jumbo Supermarkten, die de keten in 2011 had overgenomen. Ook deze overgenomen winkels werden omgebouwd naar Albert Heijn.
Sinds 2012 kunnen mensen als extra service hun bol.com pakket afhalen of retourneren bij een Albert Heijn filiaal, dit nadat de webwinkel in toen voornamelijk (e)-boeken datzelfde jaar werd overgenomen door Ahold.
Op 16 februari 2021 werd bekend dat Albert Heijn de intentie heeft om 39 winkels over te nemen van concurrent Deen, vanwege de aanvullende geografische ligging. De overige winkels van de keten zullen worden overgenomen door Vomar Voordeelmarkt en DekaMarkt. Op 9 juli 2021 keurde de Autoriteit Consument en Markt de overname van 38 winkels, het distributiecentrum in Hoorn, de activa en passiva van het distributiecentrum in Beverwijk, het Deen hoofdkantoor, de bloemencentrale en de slagerij door Albert Heijn goed. Inmiddels zijn al deze winkels omgetoverd in Albert Heijn huisstijl.

### Uitbreiding franchise
In december 2022 werd bekendgemaakt dat Jan Linders doorgaat als franchise voor Albert Heijn. De nieuwe back-office van de Jan Linders winkels - die dus Albert Heijn gaan heten - blijft Jan Linders heten. In december 2023 was de overdracht voltooid: er kwamen 44 Albert Heijn-winkels in het zuiden van Nederland bij, Jan Linders had tien winkels van Albert Heijn overgenomen. De eerste winkel die Jan Linders opende in Gennep is niet mee over gegaan naar de nieuwe formule.

### Duurzaamheid
Verder onderscheidt Albert Heijn zich door het gestaag groeiende aanbod aan biologische en ecologische producten, het verminderen van het gebruik van plastics en investeringen in duurzame bouw en transport. Het premium lidmaatschap geeft 10% korting op duurzaam assortiment. Het uitbreiden van duurzaam assortiment is in 2009 onder paraplumerk "Puur & Eerlijk" gebracht, onder leiding van Dick Boer. Hierbij kwam aan het licht dat niet alle producten voldeden aan bijvoorbeeld de norm 'biologisch'. De door Dick Boer neergelegde ambities heeft hij vastgehouden, met bijsturing naar strengere certificering en wijziging van verpakking. Verder zet de winkelketen in op het terugdringen van verspilling van voedsel.

## Winkelformules

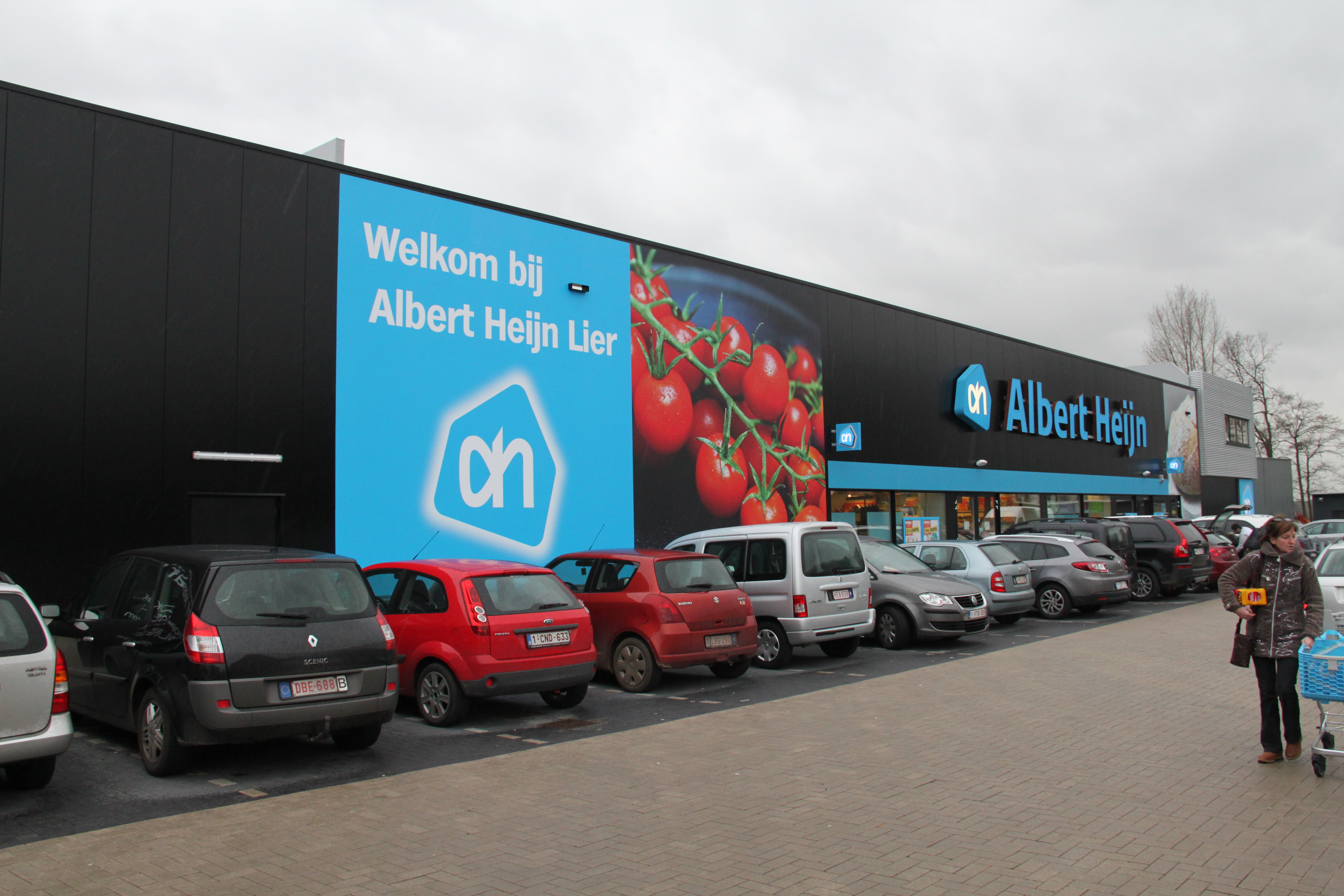
Albert Heijn in Lier

### Albert Heijn wijkwinkel
De Albert Heijn wijkwinkel is de formule die de supermarkt het meest gebruikt. Vanaf 2018 is Albert Heijn bezig de winkels om te bouwen naar het Echt vers concept, met daarin 10-15% meer ruimte voor vers. Diverse nieuwe onderdelen zoals een kruidenpluk-tuin, patisserie en borreleiland werden geïntroduceerd. Medewerkers van de verbouwde winkels krijgen diverse trainingen gericht op het versassortiment in een hiervoor gebouwd trainingscentrum in Enspijk. Ook krijgen de nieuwe winkels digitale vernieuwingen zoals led-schermen, elektronische prijskaartjes en zelfscankassa's. In 2019 bouwt Albert Heijn 123 winkels om naar dit winkelconcept. In 2020 wil de winkelketen hier nog 120 winkels aan toevoegen.

### AH to go

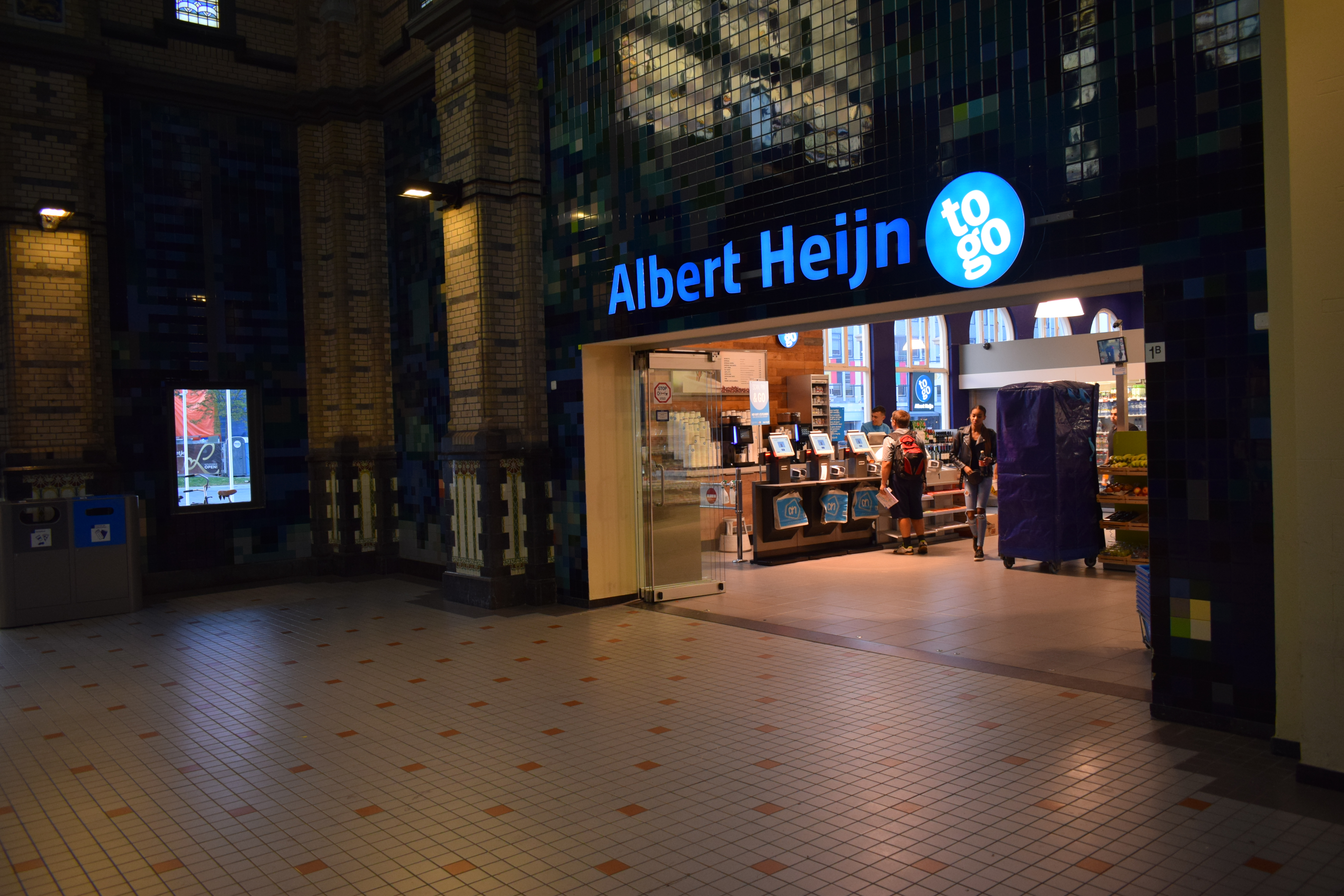
AH to go op station Leeuwarden

In 1999 ontwikkelde Albert Heijn op verzoek van de Nederlandse Spoorwegen een Albert Heijn-gemakswinkel. De NS werd franchisenemer en opende de eerste winkel in station Den Bosch. De winkelformule kreeg in 2001 haar huidige naam en specialiseert zich in producten voor onderweg.
Sinds 2019 test het bedrijf een nieuwe versie van AH to go, een winkel zonder personeel en kassa's. De klant scant bij de ingang diens pinpas en camera's registreren vervolgens welke klant erbij hoort en welke producten er gepakt worden. Vervolgens kan de klant met de producten de winkel verlaten en zal het verschuldigde bedrag worden afschreven. Het concept en de technologie worden getest in een verplaatsbare unit die bij het hoofdkantoor van Ahold Delhaize heeft gestaan en vervolgens op Schiphol.
Samen met Selecta ontwikkelde Albert Heijn in 2020 een variant van de to go-formule voor kantoorcomplexen, waarbij onbemande winkels medewerkers van de kantoren de gehele dag voorzien van eten en drinken. Samen met Selecta zal Albert Heijn ook in België deze variant uitrollen.

### AH XL

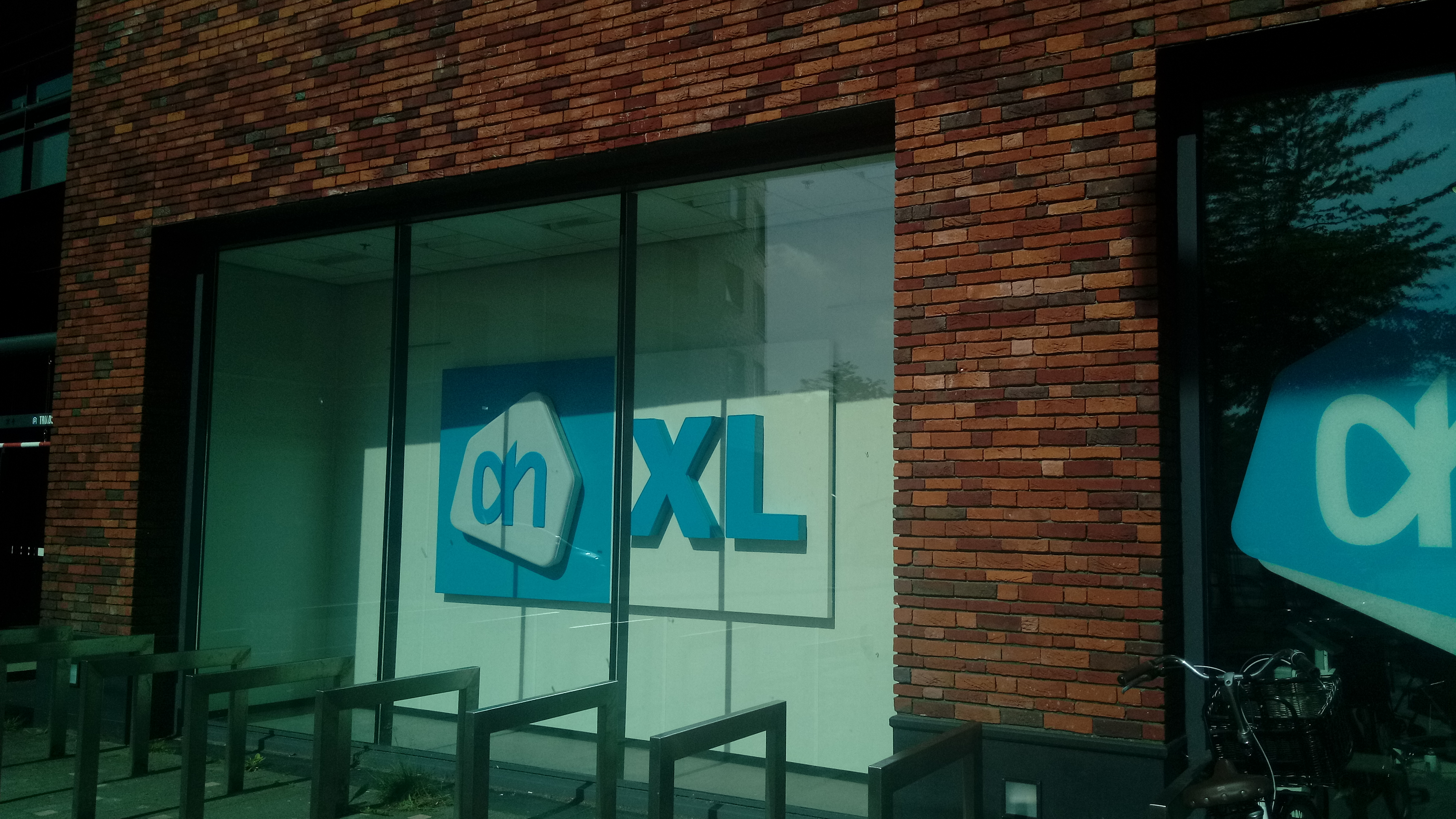
AH XL in Assen

In 1996 startte Albert Heijn aan het Haarlemse Soendaplein met Wereld van Werelden, een winkelconcept met meer aanbod dan alleen boodschappen verdeeld over vier afzonderlijke werelden: keuze, prijs, gemak en verwen. Twee uitersten waren het verwenplein l’Avonture en de Voordeelstraat. Er zijn slechts vijf van dit soort winkels gekomen, maar het werd de basis voor de formule AH XL.
Een AH XL-filiaal heeft een minimale winkeloppervlakte van 3.000 m² en een aanbod van meer dan 30.000 producten, zowel food als non-food. Daarnaast bevinden zich in de supermarkt ook koks die maaltijden kunnen bereiden. De eerste AH XL-supermarkt van Nederland werd in 2002 geopend in winkelcentrum Kronenburg in Arnhem. In 2024 zijn er 36 AH XL winkels in Nederland en 1 in Mechelen, België.

### AH Jan Linders
In 2022 werd bekend dat supermarktketen Jan Linders Supermarkten als franchiseondernemer van Albert Heijn verder zou gaan. Een gedeelte van de winkels werd daarbij omgebouwd tot Albert Heijn Jan Linders. Anders dan bij de overige Albert Heijn-winkels, verkopen deze winkels naast het reguliere assortiment ook producten uit het voormalige Jan Linders-assortiment. Deze producten zijn er te vinden onder de naam 'Onze Trots'.

## Thuisbezorging en afhaalpunten

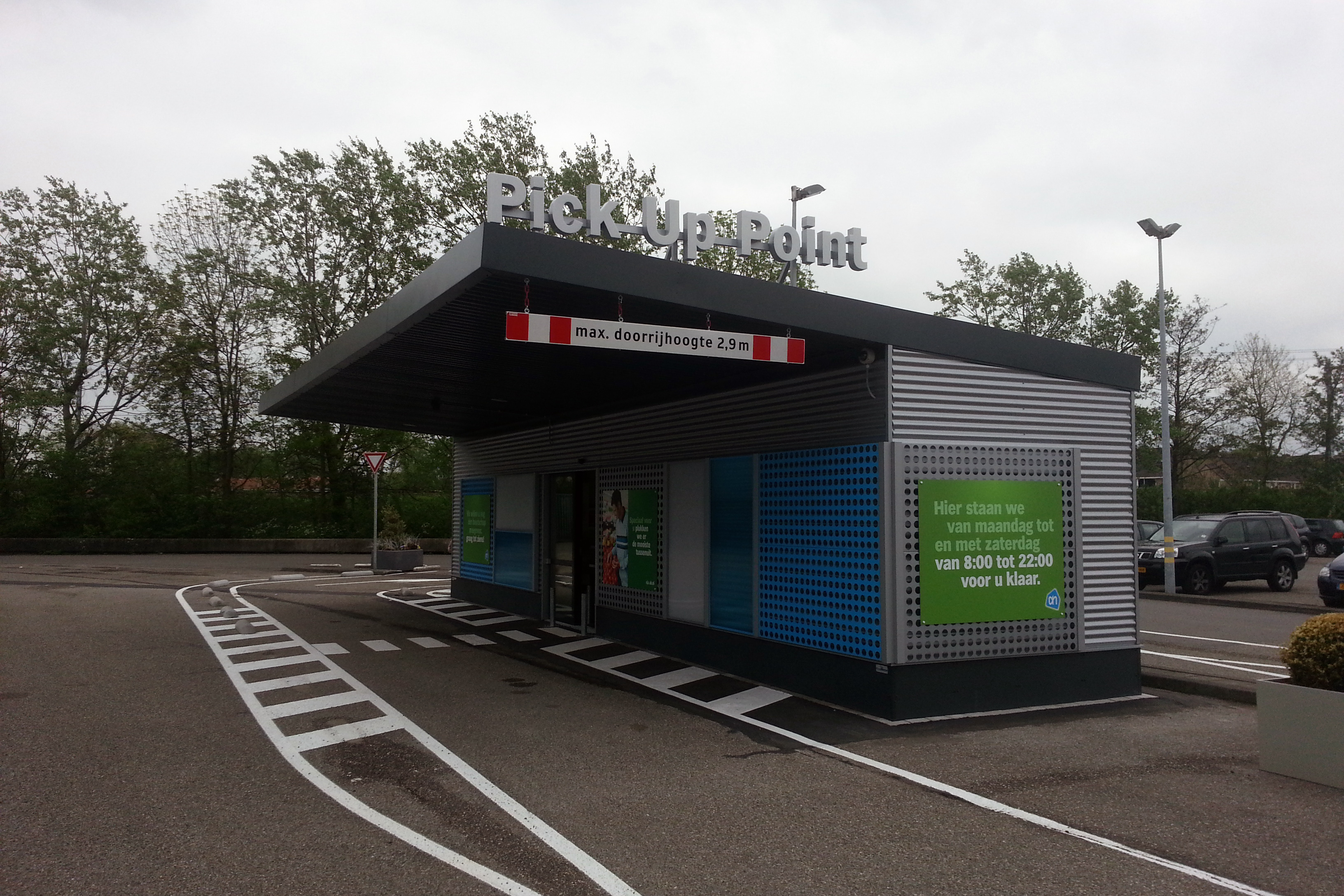
Albert Heijn Pick Up Point

### Geschiedenis
Al vanaf de start konden boodschappen worden thuisbezorgd door Albert Heijn. Men werkte in de eerste jaren "op de pof", met een winkelboekje. Albert Heijn ging ook langs de huizen met de vraag: "heb je nog wat nodig?". De reclamecampagne van de jaren '30 laat platen zien met thuisbezorging. De bezorging door winkelpersoneel per fiets vormde in latere jaren een lastig te organiseren dienst, mede omdat nog contant werd afgerekend in die tijd. Daarom besloot Albert Heijn daarmee te stoppen.

### Ontwikkelingen vanaf 1987
In 1987/1988 begon Ahold te experimenteren met het thuisbezorgen van de boodschappen onder de naam James Telesuper. In welgestelde, dichtbevolkte, maar goed bereikbare delen van de Randstad kon men per telefoon of fax boodschappen bestellen en laten thuisbezorgen.
In 1999 begon men met de bezorgdienst Albert Heijn Thuisservice, in 2001 hernoemd tot Albert.nl. Hierbij konden klanten producten van Albert Heijn, Etos en Gall & Gall online bestellen en thuis laten bezorgen. Het merk Albert.nl verdween in 2014 en de naam van de webwinkel met bezorgdienst werd Albert Heijn Online. In 2019 veranderde de naam in Albert Heijn e-Commerce. Bezorgen is mogelijk voor alle klanten van Albert Heijn.

### Afhaalpunten
Vanaf 2015 opende het bedrijf afhaalpunten, zogenaamde Pick Up Points (PUP). Hierbij kunnen klanten hun bestelde boodschappen afhalen op een gemakkelijk te bereiken plek en tijdstip naar keuze. Albert Heijn heeft 43 Pick Up Points in Nederland waar boodschappen afgehaald kunnen worden.
In 2020 introduceerde Albert Heijn de bezorgdienst AH Compact, een bezorgdienst die zich richtte op kleinere huishoudens, met een beperkt assortiment, mede als reactie op marktinitiatieven als Picnic. Albert Heijn heeft de variant in november 2022 gestopt, omdat deze vooralsnog niet levensvatbaar is.

## De organisatie en merkwaarde

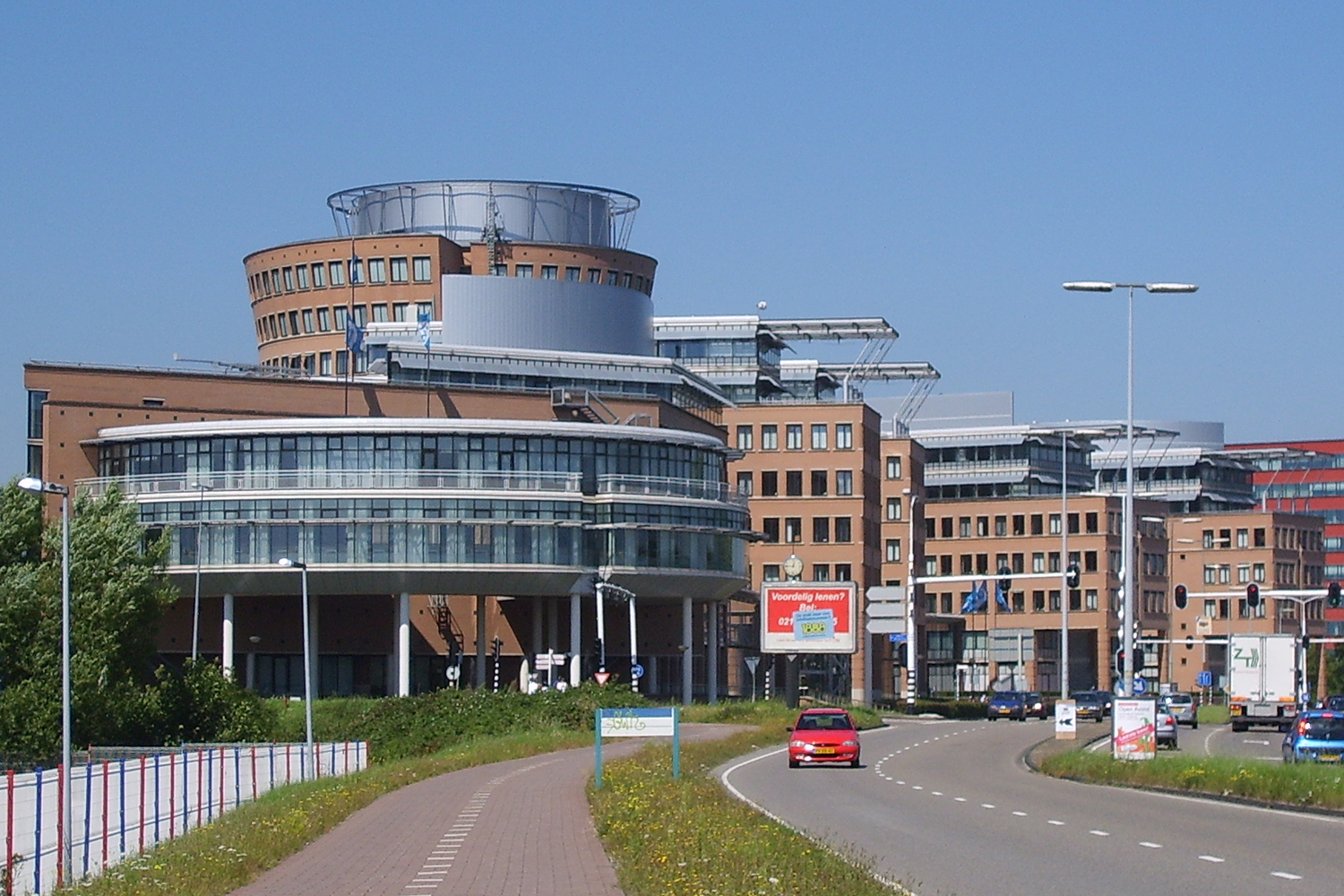
Albert Heijn-hoofdkantoor in Zaandam

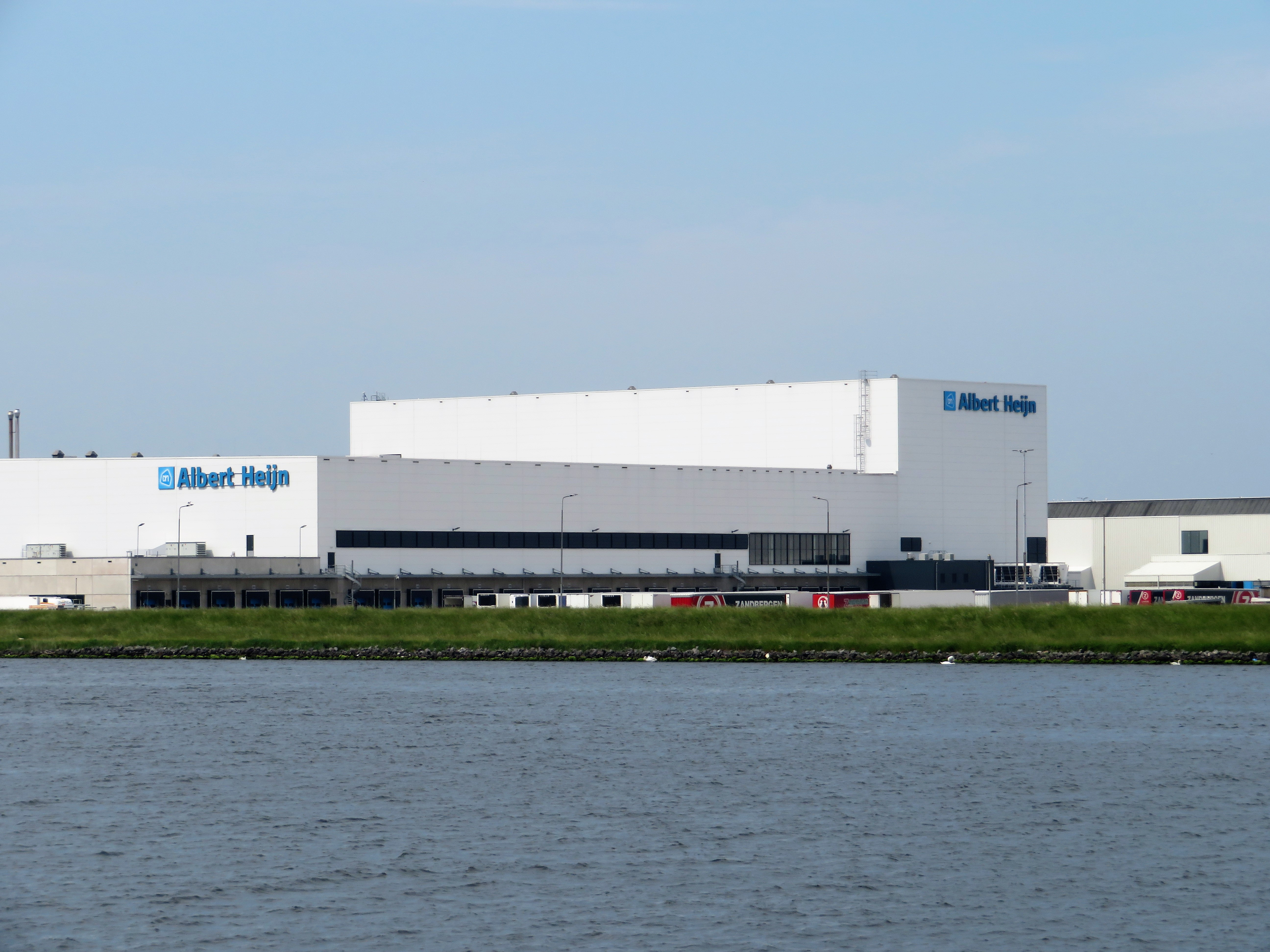
Distributiecentrum in Zaandam

Sinds 1899 staat het hoofdkantoor van Albert Heijn in Zaandam; hier zit tevens het moederbedrijf Ahold Delhaize gevestigd. De keten heeft naast een steeds groeiend aantal winkels - zowel franchise als eigen beheer - zes distributiecentra verspreid door Nederland. Daarnaast heeft het bedrijf acht Home Shop Centers verspreid door Nederland.
De merkwaarde van Albert Heijn was in 2014 volgens Merkenbureau Interbrand 866 miljoen dollar. Daarmee stond Albert Heijn op de 26e plaats in de Europese merkwaarden top 50. Of de merkwaarde gemeten is over Nederland en Vlaanderen is niet duidelijk terug te vinden. Wel heeft Albert Heijn België in februari 2023 een stand-alone reclamebudget en campagne.
Van februari 2019 tot mei 2025 was Marit van Egmond CEO van het bedrijf. Margaret Versteden-van Duijn is beoogd haar per 1 september 2025 op te volgen.

## Trivia
- Sinds 1927 mag Albert Heijn zich hofleverancier noemen. Daarnaast kreeg Ahold in 1987 het predicaat Koninklijk, vanwege het 100-jarige bestaan van Albert Heijn. Koning Willem-Alexander gaf in 2016 toestemming dat het fusiebedrijf Ahold Delhaize ook het predicaat mocht blijven gebruiken.[39]
- Alle overnames van andere winkelketens (van Amerongen in 1950, Simon de Wit, C1000, Deen) waren of werden al snel uitbreidingen van winkels onder Albert Heijn merk. De zwaktes in het beleid, waardoor de ketens genoodzaakt waren zich over te laten nemen, konden beter centraal aangestuurd vanuit Zaandam worden aangepakt en uiteindelijk het meest effectief verholpen worden door onder Albert Heijn merk te worden gebracht.[40]
- Albert Heijn startte vroeg met reclame. In de 30-iger jaren bijvoorbeeld met de slogan: "Moeder! Daar is Albert Heijn". En een plaatje van thuisbezorging. Dé reclamecampagne van de jaren 30 - die van Albert Heijn, met een jaaromzet van 15 miljoen gulden - was "Stop! Daar is Boffie met Albert Heijn's koffie". Een campagne die voor het eerst het gesprek van de dag maakte.
- Het bedrijf introduceerde in 1998 de Bonuskaart, hiermee krijgen kaarthouders korting op geselecteerde producten. In 2013 werd het programma vernieuwd en konden klanten met hun nieuwe bonuskaart ook persoonlijke korting krijgen.[41][42]
- In 2007 richtte de supermarkt samen met leveranciers van versproducten de Albert Heijn Foundation op. Deze investeert vooral in lokale projecten op het gebied van wonen, scholing en gezondheid. De AH Foundation werkt samen met ICCO en FairMatch Support voor het selecteren en tot stand brengen van projecten op bijvoorbeeld het gebied van watervoorzieningen en onderwijs.
- Van 2004 tot eind 2014 adverteerde Albert Heijn met commercials waarin supermarktmanager meneer Van Dalen - gespeeld door acteur Harry Piekema - te zien was. Vanaf 2019 is na enkele jaren supermarktmanager Ilse zijn opvolger, gespeeld door Randy Fokke.[43]
- In 2015 ontving het product gedroogde cranberries van Albert Heijn het Gouden Windei van voedselwaakhond Foodwatch. Het product was genomineerd omdat het werd aangeprezen als ‘superfood’, maar in werkelijkheid bestond het uit 68% toegevoegd ananassiroop en maar voor 30% uit cranberries. Het Gouden Windei is een publieksprijs die jaarlijks wordt uitgereikt aan het meest misleidende voedingsmiddel uit de Nederlandse supermarkt.[44]
- Albert Heijn heeft een geschiedenis van spaaracties: plaatjes verzamelen kon bijvoorbeeld al in 1953 met het informatieve boek Panorama van techniek, industrie en verkeer, waarin verwijzingen staan naar literatuur in bibliotheken. In 2018 bijvoorbeeld waren acties met voetbalplaatjes, met Freek terug naar de Dino's en Nemo. Zeker sinds 2008 kan jaarlijks bij Albert Heijn door klanten worden gespaard voor korting op entreebewijzen voor de Efteling.[45] Deze spaaractie vindt plaats in de maand februari (m.u.v. 2021 vanwege de coronapandemie) en gaat gepaard met de verkoop van speciale Efteling-hamsters (knuffelbeesten).[46]
- Men verwijst ook informeler naar Albert Heijn met de bijnaam "Appie". Oorspronkelijk heette de mobiele app van de winkel ook zo.[47] Appie is in het algemeen een vorm van de naam Albert.
- In 2024 heeft Albert Heijn opnieuw het Gouden Windei van voedselwaakhond Foodwatch gekregen.[48] Van de AH lekkerbekjes uit de diepvries werd het visgehalte al enkele jaren daarvoor met een kwart verlaagd in ruil voor een dikkere korst, zonder dat dit duidelijk naar de consument werd gecommuniceerd.